# Microptecticus clarus
Microptecticus clarus är en tvåvingeart som beskrevs av Lindner 1968. Microptecticus clarus ingår i släktet Microptecticus och familjen vapenflugor.
Artens utbredningsområde är Madagaskar. Inga underarter finns listade i Catalogue of Life.